# 似緋無眉䲁
似緋無眉䲁（學名：Lipophrys trigloides），為輻鰭魚綱鳚形目䲁科無眉䲁屬的一種，分布於東大西洋，沿著法國布列塔尼的海岸、伊比利半島、摩洛哥、地中海，向南至塞內加爾、加納利群島與馬德拉群島海域，深度5至30公尺，體長可達13公分，棲息於潮間帶湧浪區，喜歡陡峭牆壁上的縫隙和凹槽，可離開水面在岩石或海草下時呼吸空氣，以貽貝，其他底棲無脊椎動物與藻類為食，雌魚產附著性卵，雄魚有護卵行為，生活習性不明。